# 竹溪河水库
竹溪河水库是中国湖北省十堰市竹溪县境内的一座水库，位于堵河支流竹溪河上，建于1970年。水库正常库容为1493万立方米，集雨面积为120平方千米，海拔为496.7米。